# Sam460ex
A Sam460ex (más írásmóddal: SAM460EX; kódnevén: "Samantha") egy az olasz ACube Systems által megalkotott és gyártott PowerPC processzoros moduláris alaplap. Az alaplap mind az újgenerációs (azaz PowerPC alapú) Amiga számítógépek rajongói körét, mind pedig a beágyazott rendszerekben történő alkalmazást célozza. Jelenleg is forgalmazott termék.

## Történet
Az ACube Systems 2010 áprilisában jelentette be a Sam460ex megnevezésű új alaplapját, melynek kiadását szeptemberre tervezték. A tényleges értékesítés azonban csak 2011 januárjának végén indult meg 749 eurós áron. Az alaplap 1 GHz-es sebességű processzorral szerelt limitált mennyiségben gyártott "lite" változatát 2011 májusában kezdték meg forgalmazni 599 euróért.
Már 2011 márciusában megkezdték a komplett számítógépek értékesítését is, de 2011 szeptemberében bejelentették az "AmigaOne 500" márkanévvel ellátott modelljüket Sam460ex alaplappal szerelve 878 eurós áron.
2014. október végén jelentették be a Sam460cr, azaz költségcsökkentett változatot 560/640 euró (1 GHz/1,1 GHz) indulóáron.
Az alaplapok gyártása és értékesítése kötegekben (batch) történik időszakosan. 2020 Karácsonyára dobtak piacra egy kisebb mennyiséget a Sam460cr verzióból néhány AmigaOS 4 játékkal együtt-értékesítve (bundle) 489 eurós áron. 2021 során mind a Sam460ex, mind pedig a Sam460cr változatokból lehetett vásárolni 779 és 572 eurós áron.
A Covid19-világjárvány alatt általánossá váltak a hardveralkatrész-ellátási problémák, ezért az ACube előállt egy áttervezett Sam460LE, azaz limitált változatú alaplappal, melyet előrendelések után (előfinanszírozással) gyártottak le és értékesítettek összesen 735 euró + ÁFA áron. Ez tényleg egy egyszeri gyártás volt, a terméket azóta törölték a kínálatból.

## Jellemzők
A nyolcrétegű nyomtatott áramköri lap maximum 1,166 GHz frekvenciájú PowerPC processzort képes meghajtani. Passzív hűtés csak az alacsonyabb frekvenciájú processzoroknál ajánlott.
- AMCC 1,0/1,115 GHz[16] AMCC 460ex (SoC) processzor (valójában egy licenc alapján gyártott PowerPC 440 változat)
- 512 MB 266 MHz SODIMM DDR2 SDRAM (max. 2 GB)
- Silicon Motion SM502 64 MB grafikus vezérlő
- 1x SD-kártya foglalat
- 1x 512 MB NAND flashmemória
- 2x PCI Express port (16x, 1x)
- 1x SATA2 port
- 1x PCI (32 Bit / 33/66 MHz)[16] csatlakozó
- 6x USB 2.0 port
- 1x Gigabit Ethernet port[16]
- 5.1 hang (Realtek ALC655 codec)
- Soros port
- I²C, SPI interfész
- flex-ATX (21,6x17 cm)[3]

Megjegyzések: A SATA2 és az 1xPCIe port vagylagosan használható csak. A 16xPCIe csak a fizikai csatolóméret, valójában villamosan 4xPCIe képességű.

### Sam460cr változat
Sam460ex változathoz képest nincs alaplapra integrált hang-, illetve videóvezérlő, SATA2 port és SD-kártya foglalat. Minden más tulajdonságát tekintve azonos elődjével.

### Sam460LE változat
Sam460ex változathoz képest nincs alaplapra integrált hang-, illetve videóvezérlő és SATA2 port, van viszont SD-kártya foglalat. Minden más tulajdonságát tekintve azonos elődjével. A terméket már nem forgalmazzák.

## Operációs rendszer támogatás
- AmigaOS 4.1, melyet az alaplappal együtt árusítottak[2]
- MorphOS, melynek már a 3.8-as verziója teljes támogatást nyújtott.[5]
- AROS, mely portot jelenleg is karbantartanak.[4]
- Linux, mely esetén a CHRP-n alapuló PowerPC platformok támogatása megszűnik, így a Sam460ex-n is csak egyre régebbi Linux-verziók fognak működni,[18] mint pl. Debian Squeeze, Ubuntu 12.04.[3]